# La 1
La 1（La una、ラ・ウナ）はテレビシオン・エスパニョーラの主要チャンネル。日本におけるNHK総合テレビジョンに相当する。

## 概要
1956年10月28日に開局。主な番組としてはCuéntame cómo pasóやÁguila Roja、Amar en tiempos revueltosなどが主流である。またTHE TUDORS〜背徳の王冠〜などといった海外ドラマ、スポーツではUEFAチャンピオンズリーグなどのサッカー、ロードレース世界選手権は2012年まで放映権を持っている。